# Tylko dla najlepszych
Tylko dla najlepszych (tytuł oryg. Only The Strong) – amerykański film akcji z roku 1993.

## Obsada
- Mark Dacascos – Louis Stevens
- Geoffrey Lewis – Kerrigan
- Paco Christian Prieto – Silverio
- Richard Coca – Orlando
- Stacey Travis – Dianna
- Ryan Bollman – Donovan

## Opis fabuły
Louis Stevens, żołnierz Zielonych Beretów, służył przez cztery lata w amerykańskich oddziałach, które walczyły w Brazylii z kartelami narkotykowymi. Tam zgłębił tajniki walki capoeira. 
Po powrocie do Stanów Zjednoczonych postanawia wykorzystać swoje umiejętności w programie resocjalizacji trudnej młodzieży. W tym celu odwiedza w Miami w swojej byłej szkole ulubionego profesora, socjologa Kerrigana. 
Jest zaskoczony brakiem dyscypliny i arogancją uczniów. Młodzi uczniowie są pod wpływem miejscowych gangów narkotykowych, którzy wciągają ich w ciemne interesy. To dla nich nastoletni chłopcy kradną samochody i rozprowadzają narkotyki. Nad całością w brudnych interesach czuwa bezwzględny Silverio, boss półświatka przestępczego. Jednym z uczniów tego college'u jest ślepo mu oddany jego kuzyn Orlando.
Louis postanawia zaprowadzić porządek w szkole, aby odciągnąć uczniów od przestępczości. W tym celu próbuje zainteresować ich sztukami walki, zachęcić ich do nauki capoeiry. Początek stwarza wiele trudności i problemów, jednakże Louis nie poddaje się. Wkrótce jego zapał i determinacja przynoszą pierwsze efekty – zdobywa on bowiem sympatię i zaufanie uczniów. W szkole Louis zdobywa także serce nauczycielki Donny, z którą kiedyś chodził do jednej klasy. Pomaga mu przetrwać najtrudniejsze chwile w zjednaniu sobie wychowanków.
Widząc przemiany jakie zachodzą w szkole, Silverio wkracza do akcji. Chce siłą przywrócić dawny "porządek". Gdy to nie przynosi skutku, mści się podpalając szkołę. Dochodzi do tragedii, a w płomieniach ginie jeden z nastolatków, Donovan.
Sprawę nagłaśniają media, które obwiniają o tę tragedię Louisa. Wytykają mu, że prowadzi zajęcia z młodzieżą bez uprawnień i oficjalnego zezwolenia ministerstwa szkolnictwa. Louis zostaje wyrzucony ze szkoły, Silverio zaś powraca na plan pierwszy i może dalej działać bezkarnie. Jednak Stevens nie daje za wygraną.

## Box office
| USA | US$ 3,283,371 |